# Hvammsfjörður
Der Hvammsfjörður (dt. Muldenfjord) ist ein Fjord im Westen von Island.
Er ist ein Seitenfjord des Breiðafjörður und wird von diesem durch eine Vielzahl kleiner Inseln abgetrennt. Der L- oder stiefelförmige Fjord ist etwa 40 km lang und etwa 9 km breit. Das Nordufer bildet die Halbinsel Klofningsnes mit ihrer Spitze Klofningur, das Südufer die Halbinsel Snæfellsnes. Die größte Ortschaft am Fjord ist Búðardalur. Sie liegt am Ostufer und ist der Hauptort Gemeinde Dalabyggð, in der der Hvammsfjörður liegt. 
Die Laxdæla saga, die Saga von den Leuten im Laxárdalur, bezieht sich auf das Tal der Laxá í Dölum, die südlich von Búðardalur in den Fjord mündet.
Um die nördliche Halbinsel verläuft der Klofningsvegur , im Osten der Vestfjarðavegur  und im Süden der Snæfellsnesvegur 